# Panacea divalis
Panacea divalis är en fjärilsart som beskrevs av Bates 1868. Panacea divalis ingår i släktet Panacea och familjen praktfjärilar. Inga underarter finns listade i Catalogue of Life.